# Derobrachus leechi
Derobrachus leechi är en skalbaggsart som beskrevs av Chemsak och Linsley 1977. Derobrachus leechi ingår i släktet Derobrachus och familjen långhorningar. Inga underarter finns listade i Catalogue of Life.